# لا نو د گایا
لا نو د گایا (به اسپانیایی: La Nou de Gaià) یک شهرستان در اسپانیا است که در استان تاراگونا واقع شده‌است.

## خصوصیات
لا نو د گایا ۴٫۳ کیلومترمربع مساحت و ۵۱۰ نفر جمعیت دارد و ۹۴ متر بالاتر از سطح دریا واقع شده‌است.